# FK Hranyit Mikasevicsi
A Hranyit Mikasevicsi (Fehérorosz nyelven: Футбольны Клуб Граніт Мікашэвічы, magyar átírásban: Futbolni klub Hranyit Mikasevicsi) egy fehérorosz labdarúgócsapat Mikasevicsiben, Fehéroroszországban, jelenleg a fehérorosz másodosztályban szerepel.